# رود تلوار
‌رود خانه تالوار از ارتفاعات کوه پنجه علی در جنوب شرق استان کردستان سرچشمه می‌گیرد وبا پیوستن رودخانه‌های کوچک از جمله چم شور در شهرستان قروه و رودخانه قهورد سفلی منطقه مهربان سفلی همدان واوزن دره در شهرستان بیجار به قزل اوزن پیوسته ودر واقع جزء سرشاخه‌های رود قزل اوزن می‌باشد که در گیلان به سفید رود معروف است و به دریای خزر وارد می‌شود. .